# Bošnjak (novine)
Bošnjak je bio bosanskohercegovački list tiskan u Sarajevu.

## Povijest
Početkom travnja 1891., Zemaljska vlada u Sarajevu je dala podršku zahtjevu skupine Bošnjaka na čijem čelu je stajao Mehmed-beg Kapetanović Ljubušak, tadašnji gradonačelnik Sarajeva, za izdavanje političkog lista Bošnjak. Prvi broj lista Bošnjak izašao je 2. srpnja 1891. godine. Vlasnik do broja 17 je bio Mehmed-beg Kapetanović Ljubušak a urednik Hilmo Muhibić. Jedan od kasnijih urednika je bio i Edhem Mulabdić kao i Šukri Karišiković i Muhamed Senai Softić. List je tiskan latinicom na bošnjačkom jeziku.
U Bošnjaku je pisalo:

## Vanjske poveznice
- Bošnjak, List za politku, pouku i zabavu  Arhivirana inačica izvorne stranice od 22. veljače 2020. (Wayback Machine)